# Apis koschevnikovi
Apis koschevnikovi is een vliesvleugelig insect uit de familie bijen en hommels (Apidae) die vooral in de eilandstaten Indonesië en Maleisië leeft. De wetenschappelijke naam is gepubliceerd in 1906 door Günther Enderlein.